# 厄德三世 (勃艮第)
厄德三世（1166年—1218年7月6日），勃艮第公爵（1192年－1218年）。厄德三世是勃艮第公爵于格三世與第一任妻子洛林公爵馬蒂亞斯一世之女洛林的愛麗絲的長子。
厄德三世沒有遵循他父親對法國的侵略政策，並在與失地王約翰和神聖羅馬皇帝奧托四世的戰爭中證明他是法國國王腓力二世可敬的盟友。厄德三世在布汶戰役中勇敢地與敵人作戰，據同時代的編年史記載，他在那裡失去他兩匹座騎。厄德三世也是參與卡特里派十字軍的重要人物。當腓力二世拒絕介入時，厄德三世在當地主教和他的屬臣的支持下挺身而出，組織了1209年進攻卡特里派據點的遠征。在出發去討伐卡特里派之前，厄德三世將奧什島城堡和克里莫洛瓦村承諾送給聖殿騎士團，以協助他們捍衛天主教信仰。

## 家庭
厄德三世迎娶葡萄牙國王阿方索一世和薩伏依的瑪蒂爾達的女兒葡萄牙的特蕾莎（1156年－1218年），她在1195年被離棄，因為她並沒有生育。
1199年，厄德三世再娶維吉領主于格和特賴內勒的吉利特的女兒維吉的愛麗絲（1182年－1252年） 。 這段婚姻誕下四名子女：
- 瓊（1200年－1223年），嫁給埃克敦領主和厄鎮伯爵盧西尼昂的拉烏爾二世（英语：Raoul II of Lusignan）結婚（卒於1250年）[5] 。
- 愛麗絲（1204年－1266年），嫁給克萊蒙伯爵和奧弗涅伯爵繼承人羅伯特一世結婚（卒於1262年）[5]。
- 于格四世（1213年－1272年），勃艮第公爵及繼承人[4]。
- 比阿特麗斯（1216年出生），嫁給圖瓦的亨伯特三世（卒於1279年）。